# Inverness
Inverness (pronúncia /ɪnvərˈnɛs/ listenⓘ; em gaélico escocês:  Inbhir Nis, que significa "boca do rio Ness") é uma cidade da Escócia, capital da região de Highland. Possui mercado agro-pecuário e indústria têxtil. É centro comercial de lã. A sua catedral data do século XIX. No local afirma-se ter visto o Monstro do Lago Ness, localizado ao sul da cidade.
Os primeiros assentamentos humanos na região datam do século VI a.C. e a primeira carta foral do século XVIII.
Inverness tem uma população estimada em 2008 de 56,660 habitantes e elege representantes para os parlamentos de Holyrood e Westminster.
Entre os muitos eventos desportivos e culturais que são promovidos na cidade, cabe destacar os Highlands Games e os jogos da equipe do Inverness Caledonian Thistle Football Club, que disputa na Primeira Liga Escocesa.